# Ctenoparia intermedia
Ctenoparia intermedia är en loppart som beskrevs av Beaucournu et Kelt 1990. Ctenoparia intermedia ingår i släktet Ctenoparia och familjen mullvadsloppor. Inga underarter finns listade i Catalogue of Life.